# Konstantin Somov
Konstantin Andrejevitj Somov (ryska: Константин Андреевич Сомов), född 30 november 1869 i Sankt Petersburg, död 6 maj 1939 i Paris, var en rysk målare.
Somov studerade vid Sankt Petersburgs akademi 1888–1895, för Ilja Repin 1894–1896, vistades 1897–1899 i Paris. Hans område är dels rokokoscener med dockaktiga figurer inplacerade i klippta trädgårdars upplinjerade grönska, människorna lika förkonstlade som naturen, dels typer av 1830-talets sentimentala och spetsborgerliga människosläkte, drömmande i en romantisk, elegisk natur. Man nämner ofta Somov i samband med tysken Thomas Theodor Heine och engelsmannen Aubrey Beardsley; hans vassa ironi och karikeringslust är släkt med den förres, och hans sinne för dekorativt linjespel och för konstfullt raffinemang har beröringspunkter med den senare.
Bland Somovs rokokobilder märks Galant konversation, Arftanten, Migrän och Budbäraren, bland övriga kompositioner De båda sentimentala, Par i det fria, Kavalkad, Paviljongen, Kärleksö, Dam i blått, Dam och pierrot, Dam och harlekin (i flera varianter), Nyårsnatt, Vit natt, sagobilden Ludmila i den förtrollade parken, Trolleri, kraftfullt hållna, stiliserade landskap, även moderna belysningsstudier (I friluftsrestaurangen). Han målade gärna i akvarell och pastell (Regnbågen, i Helsingfors galleri), illustrerade bland annat Aleksandr Pusjkin, tecknade vinjetter, affischer och konstindustriella föremål och modellerade små grupper (bland annat Kärlekspar och Dam med mask i porslin). Ej minst betydande var han som porträttmålare.